# Catedral basílica de la Inmaculada Concepción (Castries)
La Catedral Basílica de la Inmaculada Concepción o simplemente Catedral de Castries (en inglés: Cathedral Basilica of the Immaculate Conception in Castries) está situada frente a la plaza Derek Walcott, en Castries, capital de Santa Lucía, es la sede del arzobispo de la archidiócesis católica de Castries, actualmente Robert Rivas. La catedral fue llamada así en honor de María, madre de Jesús, en su advocación de la Virgen de la Inmaculada Concepción. Es la catedral de la arquidiócesis de Castries.
La "catedral", como se le conoce comúnmente, es una de las iglesia más grandes en las islas del Caribe, pues mide 200 pies de largo (61 m) por 100 pies de ancho (30 m) y se le dio el estatus de Basílica Menor el 11 de mayo de 1999 como parte de las celebraciones de su centenario.
El interior está decorado con un mural del artista de Santa Lucía Omer Dunstan.